# Lasioglossum impunctatum
Lasioglossum impunctatum là một loài Hymenoptera trong họ Halictidae. Loài này được Walker mô tả khoa học năm 1999.

## Hình ảnh

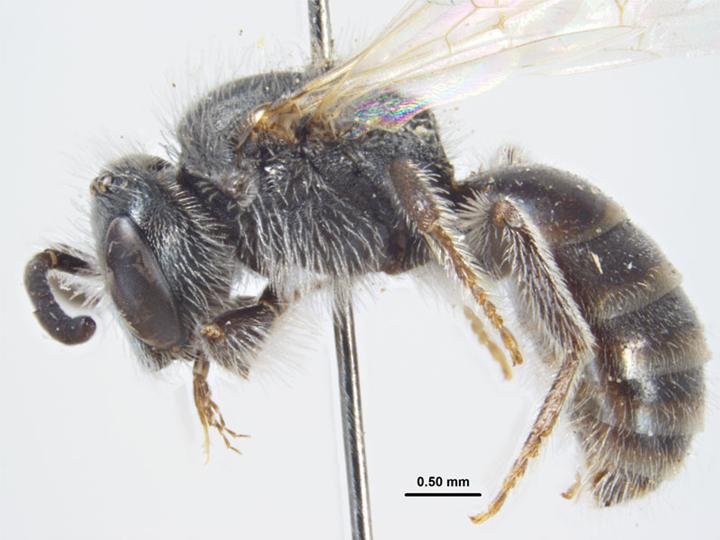